# Jonathan Rommelmann
Jonathan Rommelmann (Mülheim, 18 de diciembre de 1994) es un deportista alemán que compite en remo.
Participó en los Juegos Olímpicos de Tokio 2020, obteniendo una medalla de plata en la prueba de doble scull ligero.
Ganó dos medallas en el Campeonato Mundial de Remo, en los años 2015 y 2019, y tres medallas en el Campeonato Europeo de Remo entre los años 2019 y 2021.

## Palmarés internacional
| Juegos Olímpicos   | Juegos Olímpicos       | Juegos Olímpicos  | Juegos Olímpicos    |
| Año                | Lugar                  | Medalla           | Prueba              |
| ------------------ | ---------------------- | ----------------- | ------------------- |
| 2020               | Tokio (Japón)          | Medalla de plata  | Doble scull ligero  |
| Campeonato Mundial |                        |                   |                     |
| Año                | Lugar                  | Medalla           | Prueba              |
| 2015               | Aiguebelette (Francia) | Medalla de plata  | Cuatro scull ligero |
| 2019               | Ottensheim (Austria)   | Medalla de bronce | Doble scull ligero  |
| Campeonato Europeo |                        |                   |                     |
| Año                | Lugar                  | Medalla           | Prueba              |
| 2019               | Lucerna (Suiza)        | Medalla de oro    | Doble scull ligero  |
| 2020               | Poznań (Polonia)       | Medalla de plata  | Doble scull ligero  |
| 2021               | Varese (Italia)        | Medalla de plata  | Doble scull ligero  |